# 瓦列里娅·哈宁娜
瓦列里娅·德米特里耶芙娜·哈宁娜（烏克蘭語：Валерія Дмитрівна Ханіна，1999年4月13日—），乌克兰艺术体操运动员，2018年世界艺术体操锦标赛3人球操+2人绳操铜牌得主、2019年世界大运会集体全能、5人球操和3人圈操+2人棒操银牌得主。